# 1980アイコ十六歳
『1980アイコ十六歳』（1980あいこじゅうろくさい）は、堀田あけみの小説。名古屋を舞台に、弓道部に所属する高校生三田アイコの学園生活を描いた物語。堀田は愛知県立中村高校在学中の1981年、本作により当時史上最年少の17歳で文藝賞を受賞した。単行本は同年12月に河出書房新社より出版されている。
好きなおしゃべりをしているときの気持ちが描写されているなど、高校生の年代の女性の気持ちを描写した小説として、同世代の共感と他世代の評価を得た。なお、この作品は『アイコ十六歳』のタイトルでテレビドラマ・映画も作られ、テレビドラマは続編も制作された。また、『1980アイコ16歳』のタイトルで漫画版（作画：飯塚修子）が発表された。

## あらすじ
進学校に通う弓道部員、三田アイコ16歳の目下の関心事は、一向に上達しない自身の弓道の腕前と、男子部員に媚びる女子部員・花岡紅子への憤りだった。
中学時代の級友との決別、元彼との別れ、教師との論争などに学校生活を送っていたアイコが、クラスメイトからの中絶カンパの要請を受けたり、発作的に手首を切ってみたり、同じ学校生徒の自殺などを経て、元彼の事故死を眼前で目撃する。

## 登場人物

### 主要人物
三田 アイコ（みた アイコ） / ラブたん
本作の主人公。少々名の通った進学校に通う16歳の高校生で弓道部に所属している。
夏が嫌いで冬が好き。家の屋根に登るのが趣味だが、足を滑らせ捻挫をした事もある。将来なりたいものはツアーコンダクターか通訳。アイコという名、特にカタカナである点に不満を持っている。
弓道が好きで真面目に取り組んでいるが、基本的に的に中らず、1中で喜ぶほど下手であり、友人達もそれに対して気を遣っている。震度3の地震でも眠っていたため友人から図太いとからかわれている。

川野 良太（かわの りょうた）
アイコが仄かに思いを寄せている男子弓道部員。アイコが教師の若者論をやり込めたと称賛する。毎朝電車を降りるときに、一番行儀の悪い大人の足を踏むといった所もあり、アイコに「陰険」と指摘される。
花岡 紅子（はなおか べにこ） / B子（ビーこ）
女子弓道部員に嫌われている女子部員。男子部員の前では態度が変わるいわゆる「ぶりっこ」。中学の時から弓道をやっており、その実力は高く、アイコが1級をとった時には初段となっている。
女子ばかりの時には何もせずに、男子か先輩がいるとたちまち忙しそうに仕事をしたり、「女子ばかりのクラブだったらとっくにやめていた」などと発言する。1度アイコが、その行動に対して注意をした際は身に覚えが無いと逆切れした。
テレビはほとんどNHKしか見ないため、ドラえもんを知らない。B子と呼ばれたり、彼女についての話を「B談」と称されたりする。
アイコの彼氏
小学生の頃からのアイコの幼馴染。アイコ以外の女（後にゆうと判明）と仲良くしていて、それを知ったアイコに電話でフラれる。その後、ゆうからもフラれた。落ち込んでいた時、アイコから電話でまた友達になろうと提案されるが、新しい男がいるか探りを入れてしまい電話を切られる。年末にバイクのジグザグ走行をしくじり、対向車に衝突し死亡。作中では名前が登場しないが、ひまわり屋のおばさんに「トミ坊」と呼ばれている。

### 弓道部
男子部員は紅子のぶりっこにすぐ騙される。
ミッチー
モック
美代子
おきょん
りんりん
ユンちゃん

### 高校の級友
アイコの通う高校。
平塚詩穂乃　／　ゴンベ・らいてふ
アイコの同級生で親友。アイコにとっては姉貴のような存在。あだ名の由来は以下の変遷による。「しほの」→「しお」→「ごましお」→「ごんべ」。アイコは特に彼女に尊敬を込めて「らいてふ」（ライチョウではなく）と呼ぶことがある。もちろん平塚雷鳥に由来している。元気のないアイコに声をかけ、相談に乗る。アイコが基本的に何をやってもダメなことを知っており、それでも一生懸命なところを気に入っている。青少年赤十字の活動をしている。
ナッキー
クラスの生徒に、友人の友人のための中絶カンパを頼み回っている。

### アイコの中学校の同級生
戸田 友紀江（とだ ゆきえ）
アイコと中学校で同じクラスで、「なぜか仲良くしてしまった」女子。アイコの家へ電話をかけ「ひまわり屋」に呼び出し、アイコの元カレが元気がないことを教えたが、アイコが素っ気ない態度を取ったため詳細までは話さず怒って帰った。口が悪く、中学生の頃もアイコとは気が合わなかったが、周りからは仲が良いと思われていた。アイコのオーバーオールを見て不良と罵った。自分は他の女と違う、と考えている。
ゆう
中学校時代のアイコの女友達で元クラスメイト。卒業式以来会っていなかったが、アイコが雑誌を立ち読みしていた時にばったり出会い、「ひまわり屋」に行く途中にアイコの元彼と出会う。中学校の時にアイコの元カレを好きであった。

### その他の人物
マーコ
アイコの友人。アイコの彼氏が他の女と付き合っていることを教えた。
ひまわり屋のおばさん
アイコが小さい頃から通っている甘味処「甘党屋ひまわり」を経営する細身のおばさん。子供達の事情に詳しい。

## テレビドラマ
1982年に『アイコ16歳』というタイトルで9月1日と8日の全2回、1984年に『アイコ17歳』というタイトルで3月21日と28日の全2回、計4回がTBS系列の『日立テレビシティ』枠にて放送された。市川哲夫による初プロデュース作品である。

### 1982年版
原作は女子高校生の書いた小説であり、いかに文藝賞作品といえども、テレビドラマとして再構成が必要となり、同時に10代の高校生のコンテンポラリーなセリフが鍵となる。そこで市川プロデューサーは、すでに70年代終盤、映画では新進のシナリオライターとして脚光を浴びていた小林竜雄に白羽の矢を立てた。原作は夏休みの弓道部の合宿から、その年末に至る物語だが、脚本では夏休みひと月余りの話としている。
『3年B組金八先生』第2シリーズでアイドルとなっていた伊藤つかさが主人公・織田アイコを演じた。原作のアイコの名字は三田だが、営業経由でスポンサーの日立製作所からそれを替えてほしいと注文が入った。日立の社長が「三田」姓だという理由だった。大スポンサーの意向ということで、すんなり受け入れられ、尾張名古屋ゆかりの「織田姓」に替えられている。母親役に加賀まりこ、先生役に大谷直子と秋野太作、謎の学生起業家には三浦洋一が起用された。またアイコの弓道部仲間には、三田寛子、遠野友理（ユニチカマスコットガール）、宮田恭男らの10代のタレントが出演した。加えてドラマの主題歌『なんとなくソクラテス』を歌う、かまやつひろしも人気カメラマン役として共演している。ロケでは2つの高校に協力を仰ぎ、弓道部の練習場まわりと校庭は神奈川県立川和高等学校、終業式と始業式の行われる体育館は山梨県立峡北高等学校（現・北杜高校）でロケが実施された。

### 1984年版
放送が3月21日、28日の前後編と決定したので、ドラマの設定もアイコが高2から高3に上がる春休みの話となり、これに伴いタイトルも『アイコ17歳』となった。原作はもう使えないのでオリジナルの話を考えなければならず、市川と脚本の小林は原作者の了承を得るため、名古屋大学の1年生となっていた堀田あけみのもとに赴き、堀田の小説は原案としてクレジットすることにした。市川は小林との間で、17歳のアイコが、ロールモデルを描けるような先輩を設定しようという話になり、弓道部先輩で才媛の女子大生を登場させることにした。TBSの西武スペシャル『風の鳴る国境』（82年、原作・角田房子、脚本・寺内小春）でデビューした真野あずさがキャスティングされた。ほかにも、アイコの親友役おキョンは、三田寛子が連ドラ出演中で出られず、武田久美子に替わった。新設のアイコのボーイフレンド役には、映画『家族ゲーム』（83年、監督・森田芳光）で好演した宮川一朗太、おキョンの恋人役には、『時をかける少女』（83年、監督・大林宣彦）で原田知世の相手役だった高柳良一が配された。

### テレビドラマ版スタッフ
（1）は1982年版のみ、（2）は1984年版のみの担当。
- 脚本 - 小林竜雄
- 音楽 - 林哲司
- プロデューサー - 市川哲夫、峰岸進（2）
- 演出 - 井下靖央（1）、市川哲夫（2）
- 主題歌 - かまやつひろし「なんとなくソクラテス」

### テレビドラマ版キャスト
1982年のキャスト
- 織田アイコ - 伊藤つかさ
- 金沢清美 - 三田寛子
- 花岡紅子 - 遠野友理
- 橋本先生 - 大谷直子
- 田代先生 - 秋野太作
- カメラマン川内 - かまやつひろし
- 川野良太 - 宮田恭男
- 校長先生 - 日恵野晃
- 海の家のおばさん - 由起艶子
- 染井洋平 - 三浦洋一
- 織田千鶴子 - 加賀まりこ

1984年からのキャスト
- 折原奈々子 - 真野あずさ
- 石上草介 - 宮川一朗太
- 草介の母 - 浅利香津代
- 金沢清美 - 武田久美子
- 塚田貞夫 - 高柳良一
- 田代等 - 大磯学
- 伯母・里子 - 高森和子

## 映画
『アイコ十六歳』のタイトルで映画化された。出演の高校生役はすべてオーディションで選ばれ、主演のアイコ役は127,000人の応募者の中から中学3年生の富田靖子（当時は冨田靖子）が選ばれた。この映画は富田靖子、松下由樹（当時は松下幸枝）、宮崎萬純（当時は宮崎ますみ）のデビュー作である。
映画監督の大林宣彦は、8ミリ映画時代から知っていた今関あきよしの若き才能を世に出すため、「製作総監修」のクレジットで総指揮として参加した。大林は製作会社のアミューズに今関を紹介し、シナリオに桂千穂を付けるなどの事前準備まではしたものの、以降の現場にはタッチしていない。今関は現場スタッフから遊離してしまい苦労を重ね、プロデューサー格の秋田光彦はのちに専門誌『月刊シナリオ教室』3月号6頁に、「孤立無援」「それでも映画はちゃんとできた」と記している。

### 映画版スタッフ
- 監督 - 今関あきよし
- 製作総監修 - 大林宣彦
- 製作 - 大里洋吉、小川辰男
- 原作 - 堀田あけみ
- 脚本 - 今関あきよし、秋田光彦、内藤誠、桂千穂
- 音楽 - 斎藤誠、サザンオールスターズ、原由子、ウエストウッド
- 音楽監督 - 斎藤誠
- 撮影 - 原秀夫（助手：林淳一郎、佐野哲郎、前田智）
- 美術 - 三浦伸一
- 宣伝美術 - 野澤朗
- 照明 - 三好和宏
- 録音 - 井家真紀夫
- 整音 - 山本逸美
- 編集 - 神谷信武
- 助監督 - 白山一城、鹿島勤、薬師寺光幸、山崎のりあき
- 美術装飾 - 尾上克郎、佐藤信夫
- 効果 - 福島音響
- MA - 映広
- 現像 - 東京現像所
- 弓道指導 - 宇佐美馨、加納康行、堀田朱美、田村武志
- プロデューサー - 山本久、水谷満、井上隆司、松波伸彦、加藤吉次郎（CBC）
- チーフプロデューサー - 久里耕介
- 企画 - 秋田光彦
- 企画協力 - マインドウェーブシネマ
- 配給 - 日本ヘラルド
- 製作 - アミューズ・シネマ・シティ、中部日本放送

### 映画版キャスト
- 三田アイコ - 富田靖子[注 2][注 3]
- 花岡紅子 - 河合美佐
- 平塚志穂乃 - 伊神さかえ
- 鈴木麗子 - 松下幸枝
- 岡本今日子 - 三次令子
- 木村元子 - 浅野由美
- 川野良太 - 岡竜也
- 森脇治郎 - 波方清
- 福原剛 - 森勇治
- 橋本豊 - 岸部シロー
- 三田芳子 - 藤田弓子
- 矢野育代 - きたむらあきこ
- 三田四郎 - 犬塚弘
- 彼（あいつ） - 坂井徹
- 田中勇二 - 榊原晃
- 伊東悟 - 井上泰仁
- 立花のぞみ - 鈴木見奈（子役）
- アイコの少女時代 - 加藤亜矢子（子役）[注 4]
- アベックの男 - 冨田和音
- アベックの女 - 竹村章美
- テレビの新人歌手 - 高橋めぐみ
- 校長先生 - 柳有
- 甘味屋のおばさん - 正司花江
- 用務員のおじさん - 小堀勝啓
- 金魚屋の親父 - 宮地由紀男[注 5]
- 看護婦 - 重光久美[注 5]
- 合宿所に来た警官 - 笑福亭鶴瓶
- 島崎愛子 - 紺野美沙子

上記のほか、佐藤二朗はクラスメイト役、宮崎萬純（当時は宮崎ますみ）は弓道部員役でそれぞれ出演している。

### 映画版ロケ地
※主なロケ地のみ。なお、注記がないロケ地はすべて愛知県内である。
- 学校
  - 中京女子大学附属高校（現：至学館高等学校）
    - アイコたちが通う高校。劇中に登場する女子制服（セーラー服）は当校の制服を模したもの[8]。

  - 市邨学園高蔵高等学校・中学校[注 6]（現：名古屋経済大学高蔵高等学校・中学校）
    - アイコたちが所属する弓道部の道場。前述した高等学校には弓道部が無いため[9]、道場のシーンは当校で撮影[10]。
- 通学路
  - 自由ケ丘
    - （自転車で通う）アイコはクラスメイトが乗ったバスを追う時、坂道にある電柱にぶつかってしまう。

  - 山手通
    - アイコはここで彼（あいつ）を見掛けた。

  - 有松
    - アイコの自宅近くにある町。旧東海道[11]で平塚とかき氷を食べるシーンやアイコが彼（あいつ）に別れを告げる電話をかけるシーン[注 7]などが撮影された。
- アイコの自宅
  - 日進町（現在の日進市）
    - 民家を借りて撮影が行われた[注 8]。
- 強化合宿（ともに三重県）
  - 二見町（現在の伊勢市二見）
    - 麻野館[12] - 弓道部の合宿所（※1893年に創建した老舗旅館。同旅館の玄関[13]・広間[14]・土蔵[15]は、2014年10月に国の登録有形文化財に登録された）。
    - 池の浦海岸 ほか[16]

  - 津市
    - 江戸橋海水浴場 - ボンファイヤー[注 9]の撮影が行われた[注 10][16]。
- 病院とその通り道
  - 米ヶ瀬病院（後に天寿病院[18]へ改称）
    - 島崎先生の入院先。病室や屋上などで撮影が行われた。

  - 久屋大通公園
    - 島崎先生が入院する病院への通り道。下記の各地点が劇中に登場する[注 11]。
      - 希望の泉
      - セントラルブリッジ
      - 名古屋テレビ塔（外観のみ）
      - エンゼルパーク駐車場 連絡通路（外観のみ。松坂屋名古屋店 本館向かい）
      - エンゼルブリッジ

### 主題歌・挿入歌など
- 主題歌
  - "LOVE" Is Sixteen - 歌：原由子／作詞・作曲：斎藤誠

- イメージソング
  - オレンジ色の絵葉書 - 歌：富田靖子／作詞：長谷川千津、康珍化／作曲：柴矢俊彦／編曲：大谷和夫（映画本編では使用されなかったが、EPには「イメージ・ソング」の表記がある[注 12]）

- 挿入歌
  - Never Fall In Love Again - 歌：サザンオールスターズ／作詞・作曲：桑田佳祐
  - ゆれる想い - ウェストウッド（後の135）／作詞・作曲：高木十喜男
  - Last Single X'mas (Inst) - 作曲：桑田佳祐

- ED曲
  - ED1：Oh!キャティー - 作詞・作曲・歌：齋籐誠　
  - ED2：恋のメモリー：三昧編 - 作詞・作曲・歌：原由子

### 映像ソフト
- ビデオ
- レーザーディスク

HERALD VIDEOGRAM FH079-25HD CLV,CX
- DVD

### グッドバイ夏のうさぎ
『アイコ十六歳』のメイキング映画として、同時上映された。

#### キャスト（グッドバイ夏のうさぎ）
- 富田靖子
- 今関あきよし

#### スタッフ（グッドバイ夏のうさぎ）
- 監督 - 山名兌二
- 製作 - 大里洋吉、山本久
- プロデューサー - 森重晃
- 撮影 - 渡辺健治、渡部眞
- 編集 - 新井真琴
- 録音 - 谷村彰治
- 音楽 - 新田一郎
- 配給 - 日本ヘラルド
- 製作 - パブリッシャーハウス・アミューズ

## 漫画版
飯塚修子の作画で、『1980アイコ16歳』のタイトルで週刊マーガレット上で連載された。昭和57年『週刊マーガレット』（集英社）1982年21号から同年30号まで連載。単行本は全1巻。単行本カバーの宣伝文には“10代の共感をよんだ「ニュー学園ストーリー」の傑作”とある。作中のセリフの一部には原作者の出身地である愛知県方言と思しき訛りが含まれている。
高等学校の弓道部に所属する女子生徒達の人間関係を中心とした恋愛漫画である。弓を引く場面の描写は10ページ未満であり、試合や具体的な練習描写もなく、いわゆるスポーツ漫画ではない。胸当ては付けるが袴を着ているシーンは全くない。
単行本
- 飯塚修子（原作:堀田あけみ） 『1980 アイコ16歳』 集英社〈マーガレットコミックス〉

#1982年12月22日発売 ISBN 978-4-08-850717-0

## エピソード
- ドラマ化の権利は東京放送（現：TBSテレビ）の市川哲夫がいち早く獲得し、伊藤つかさを主演とした作品が1982年に放送され、ヒット作となった。市川は同作品の音楽に桑田佳祐を起用することをアミューズに打診したが、桑田は「スコアは書けない」と断った。その後、アミューズがこの企画に関心を持ち、1983年に富田靖子（当時は冨田靖子）の主演で映画化し、桑田は楽曲制作に携わった（楽曲情報は「主題歌・挿入歌など」を参照）。
- 映画版には、アイコが自宅の屋根の上で『七つの子』の替え歌を口ずさむシーンがある[注 13]。
- 1987年12月に放送された『ズームイン!!朝!』で青春映画特集のコーナーが組まれ、この時にアイコの自宅として撮影した民家の屋根の上から生中継が行われた。この中継にはきくち教児と堀田あけみが出演し、富田はVTRで当時の思い出話を語った[注 14]。